# Отпенов, Наурызбай Таганулы
Наурызба́й Тага́нулы Отпе́нов (каз. Наурызбай Тағанұлы Өтпенов; род. 13 марта 1977 года) — казахстанский религиозный деятель, председатель Духовного управления мусульман Казахстана, 5-й Верховный муфтий Казахстана с 7 февраля 2020 года.

## Биография
Родился 13 марта 1977 года в Южно-Казахстанской области Казахской ССР. Происходит из рода табын племени жетыру.
В 1993—1997 годах получил высшее образование в Ташкентском исламском институте им. Имама аль-Бухари. После этого занимал пост имама в мечетях различных регионов Казахстана. В 1999—2001 годах обучался в Исламском институте при ДУМК. В 2006 году стал региональным представителем Духовного управления в Карагандинской области и пробыл на этой должности до 2011 года. В 2009 году был отправлен на короткий срок в Египет с целью повышения уровня религиозного образования. В 2010 году окончил заочное отделение Казахского национального педагогического университета им. Абая по специальности «История». В 2011—2013 годах — главный эксперт Управления по связям с религиозными объединениями в Агентстве по делам религий. В 2013 году окончил магистратуру по специальности «Религиоведение» в Казахском национальном педагогическом университете. В том же году был назначен первым заместителем Председателя ДУМК (наиб-муфтий), представителем Духовного управления в Астане и главным имамом мечети Нур-Астана. В 2017 году поступил в Египетский университет исламской культуры «Нур-Мубарак», где учился в PhD докторантуре по специальности «Исламоведение». В июле—октябре 2018 года Наурызбай Отпенов занимал пост регионального представителя ДУМК в Туркестанской области, сохранив пост заместителя (наиб) Верховного муфтия, а с октября того же года вновь вернулся на должность представителя Духовного управления в столице Казахстана, также заняв место главного имама мечети Хазрет Султан.
7 февраля 2020 года на внеочередном IX курултае мусульман Казахстана Наурызбай Отпенов был избран председателем ДУМК и Верховным муфтием. Кандидатура Отпенова была выдвинута предыдущим Верховным муфтием Серикбаем Оразом и 300 делегатов съезда единогласно поддержали это решение.

## Семья
Женат, отец четверых детей.

## Награды
- Орден «Курмет»[4]
- Медаль «20 лет независимости Республики Казахстан» (2011)[4]
- Медаль «25 лет независимости Республики Казахстан» (2016)[4]
- Почётный гражданин Аягозского района[4]